# Pierre de Faon
La pierre de Faon ou pile de Marcé-sur-Esves ou fanum de Marcé-sur-Esves est un monument gallo-romain réduit à l'état de ruine situé à Marcé-sur-Esves dans le département français d'Indre-et-Loire.
Les vestiges de cette probable pile funéraire, bien que l'appellation « fanum » puisse prêter à confusion, sont inscrits comme monument historique en 1938.

## Localisation

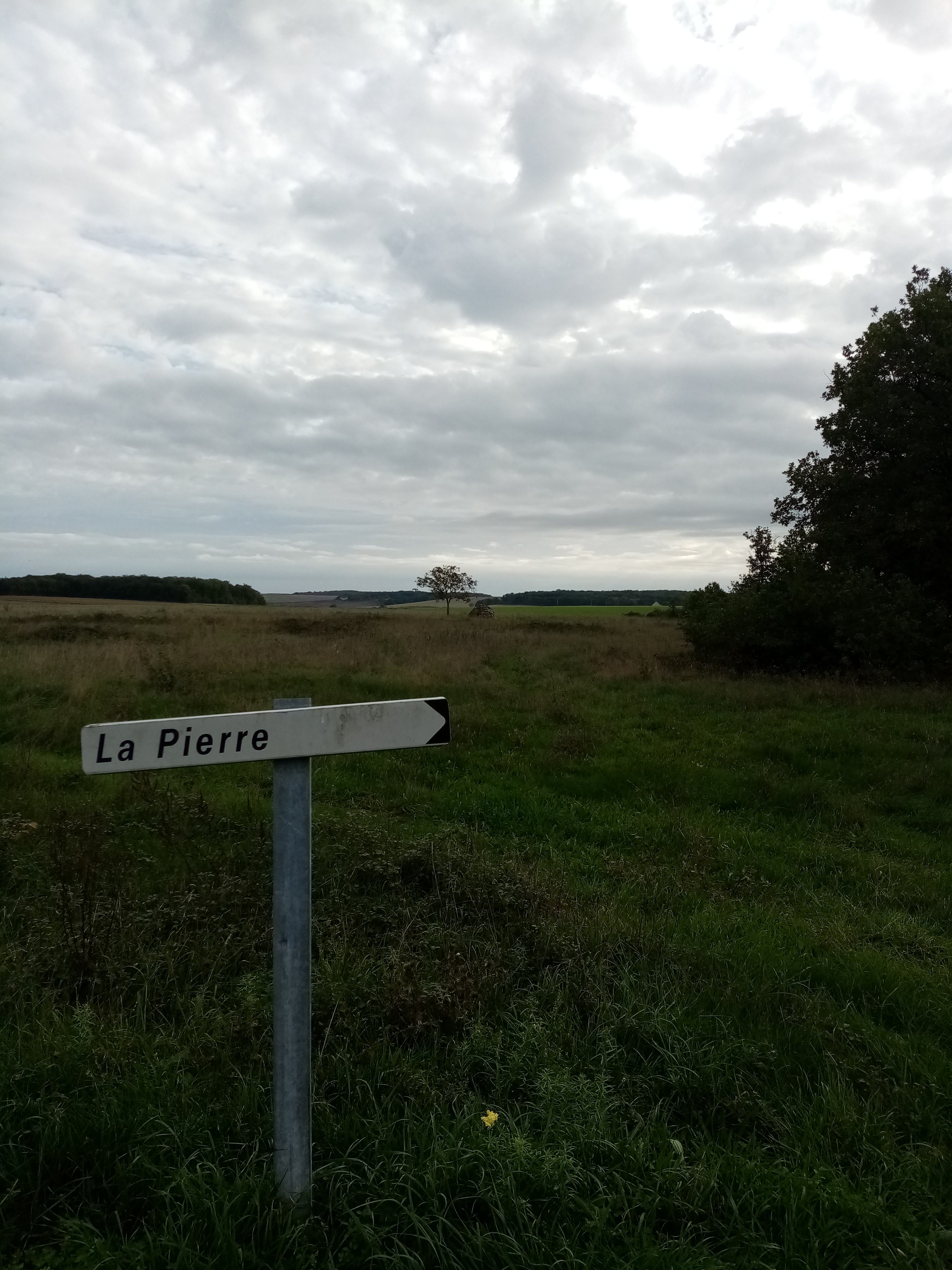
Situation de la Pierre (auprès de l'arbre au milieu de la photo). Vue depuis l'emplacement supposé de l'ancienne voie romaine.

La pierre de Faon se situe au lieu-dit « la Pierre », à environ 1,7 km au nord du bourg de Marcé-sur-Esves, au sommet d'une légère ondulation de terrain, non loin de la limite communale avec Draché et Sepmes. La voie romaine Vendôme-Poitiers, dont le tracé est sensiblement repris à ce niveau par la D 336, passe à une centaine de mètres au nord-ouest du monument.

## Historique
En l'absence de preuves directes mais par analogie architecturale avec des monuments comparables du sud-ouest de la France, la construction de la pierre de Faon paraît remonter au IIe ou IIIe siècle.
À une époque indéterminée, des fouilles archéologiques sauvages sont réalisées au pied du monument, ce qui a pour conséquence de déchausser le bloc de maçonnerie et de provoquer son basculement partiel.
La pierre de Faon fait l'objet d'une inscription comme monument historique par arrêté du 8 mars 1938.

## Description et fonction
La pierre de Faon se présente comme un bloc de maçonnerie en opus incertum composé de silex lié au mortier d'environ 3 à 4 m de côté et 2,50 m de haut. Plus aucun vestige du parement, sans doute en grand appareil, n'est visible. Le monument est partiellement déchaussé et a basculé vers le sud. Au début du XXe siècle, un autre bloc de maçonnerie représentant probablement la partie supérieure de la pile étaite encore visible, mais il a disparu depuis,.
Bien que la dénomination « pierre de Faon » évoque l'existence d'un fanum, avis que partagent plusieurs historiens après la Seconde Guerre mondiale, même si l'hypothèse est déjà réfutée, cinquante ans plus tôt, par Louis-Auguste Bosseboeuf, il semble bien que ce monument à structure pleine soit le vestige du noyau maçonné d'une pile funéraire et cette hypothèse rallie les opinions les plus récentes,.